# Kalcijum azid
Kalcijum-azid je neorgansko hemijsko jedinjenje, to je so kalcijuma i azotne kiseline sa formulom Ca(N
3)
2.  To su bezbojni kristali, rastvara se u vodi, formira kristalne hidrate.

## Proizvodnja
Može se dobiti destilovanom reakcijom između hidrazoinske kiseline i kalcijum hidroksida.
Reakcija sveže destilovane azotne kiseline i kalcijum hidroksida dobija se:
{\displaystyle {\mathsf {Ca(OH)_{2}+2HN_{3}\ {\xrightarrow {}}\ Ca(N_{3})_{2}+2H_{2}O}}}

## Fizička svojstva
Kalcijum-azid formira bezbojne (bele), kristale koji difunduju u vazduhu. 
Kada su vodeni rastvori zamrznuti,  formiraju se kristalni hidrati sastava Ca(N3)2•n H2O, gde je n = 0,5, 1,5 i 4.
Kalcijum-azid je osetljiv na udarce i zapali se kada se samelje u maloj količini u avanu. Brzina detonacije 770 m/s.
Rastvorljiv je u vodi, nerastvorljiv u etanolu, acetonu, etru.

## Bezbednost
Kalcijum-azid je osetljiv na udar, pri čemu može da detonira i da se zapali.

## Literatura
- Справочник химика. 2 (3-е изд., испр изд.). Л.: Химия. Редкол.: Никольский Б.П. и др. 1971.
- Руководство по неорганическому синтезу: В 6-ти т. 3. М.: Мир. Ред. Брауэр Г. 1985.